# Баварский балет
Баварский государственный балет — танцевальный коллектив в Мюнхене. Основной сценой труппы является Национальный театр, в котором также выступают Баварская государственная опера и оркестр.

## История
В 1988 году правительство Баварии поручило балерине Констанц Вернон создать новую труппу на базе балетного коллектива, работавшего в Баварской государственной опере. C 1998 по 2016 год Баварским государственным балетом руководил Иван Лишка.
С 2016 года художественный руководитель и генеральный директор труппы — Игорь Зеленский, до этого руководивший труппой Московского музыкального театра. 4 апреля 2022 года покинул пост художественного руководителя.
С мая 2022 года руководителем труппы является Лоран Илер, до этого также в течение 5 лет руководивший труппой Московского музыкального театра.